# Agatangelo
Agatangelo  è un nome proprio di persona italiano maschile.

## Varianti
- Femminili: Agatangela[2]

### Varianti in altre lingue
- Francese: Agathange
- Greco antico: Ἀγαθάγγελος (Agathangelos)[3]
- Latino: Agathangelus[1]
- Polacco: Agatangel
- Portoghese: Agatângelo
- Spagnolo: Agatángelo
- Russo: Агафа́нгел (Agafangel)
- Ucraino: Агафангел (Ahafanhel)

## Origine e diffusione
Deriva dal nome greco antico Ἀγαθάγγελος (Agathangelos), composto dalle radici ἀγαθὴ (agathe, "bene", da cui anche Agata, Agazio, Agatone, Agatodoro e Agatocle) e ἄγγελος (aggelos, "messaggero", "angelo", da cui anche Angelo, Arcangelo ed Evangelo); il significato può essere interpretato come "portatore di buone notizie", "buona notizia" (lo stesso di Evangelo) o anche come "angelo buono".
Gode oggi di scarsissima diffusione, ed eventuali utilizzi odierni sono perlopiù da interpretare come composti di Agata e Angelo che non come riprese del nome greco.

## Onomastico

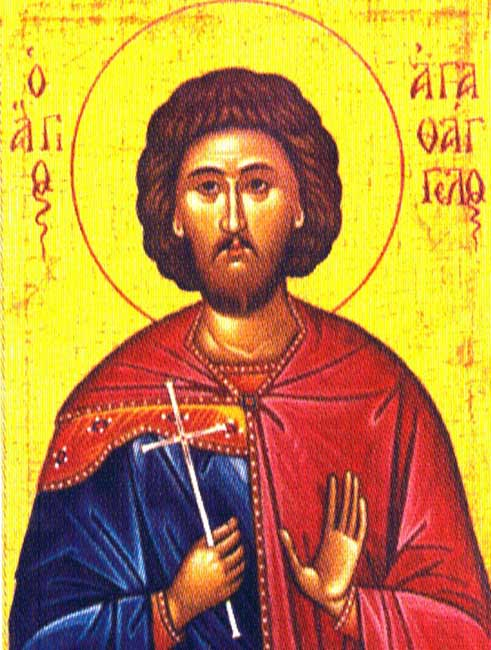
Sant'Agatangelo

L'onomastico si può festeggiare il 23 gennaio in ricordo di sant'Agatangelo, martire assieme a san Clemente ad Ancira sotto Diocleziano. Si ricorda con questo nome anche il beato Agatangelo da Vendôme, frate cappuccino lapidato a Gondar nel 1638, commemorato il 7 agosto dai cappuccini e l'11 agosto dai francescani.

## Persone
- Agatangelo, storiografo armeno
- Agatangelo di Roma, santo romano
- Agatangelo da Vendôme, missionario francese